# Tamburello (sport)
Il gioco del tamburello, o pallatamburello, è uno sport di squadra sferistico originario di certe regioni italiane. Sport di antichissima origine, una varietà del quale era già praticata dai Romani, si è sviluppato nella penisola italiana e da qua si è diffuso nel resto del mondo. Il tamburello è un gioco che prende il nome dall'attrezzo che si usa per colpire palla. Una prima forma del campionato italiano di tamburello si svolse nel 1896; un regolamento definitivo del gioco fu stabilito nel 1920 e dopo il 1930 i tamburellisti divennero professionisti nelle specialità a 5 e 3 giocatori per squadra. Attualmente è praticato da uomini e donne in molte nazioni, soprattutto in Francia e Italia, inoltre è stato un gioco del programma dei Giochi del Mediterraneo. In Italia è attiva la F.I.P.T. ossia Federazione Italiana Palla Tamburello, che organizza, sia in ambito maschile sia femminile, i campionati di serie A, B, C, D, di categoria ossia giovanili, amatori, veterani, la Coppa Italia e la Supercoppa Italiana.

## Storia

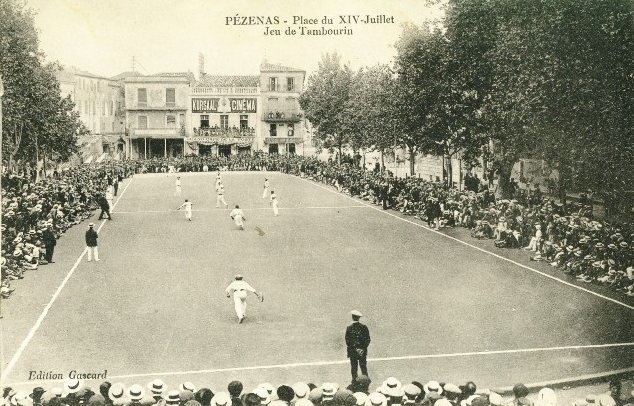
Partita in variante 4 contro 4 a Pézenas prima della Grande Guerra

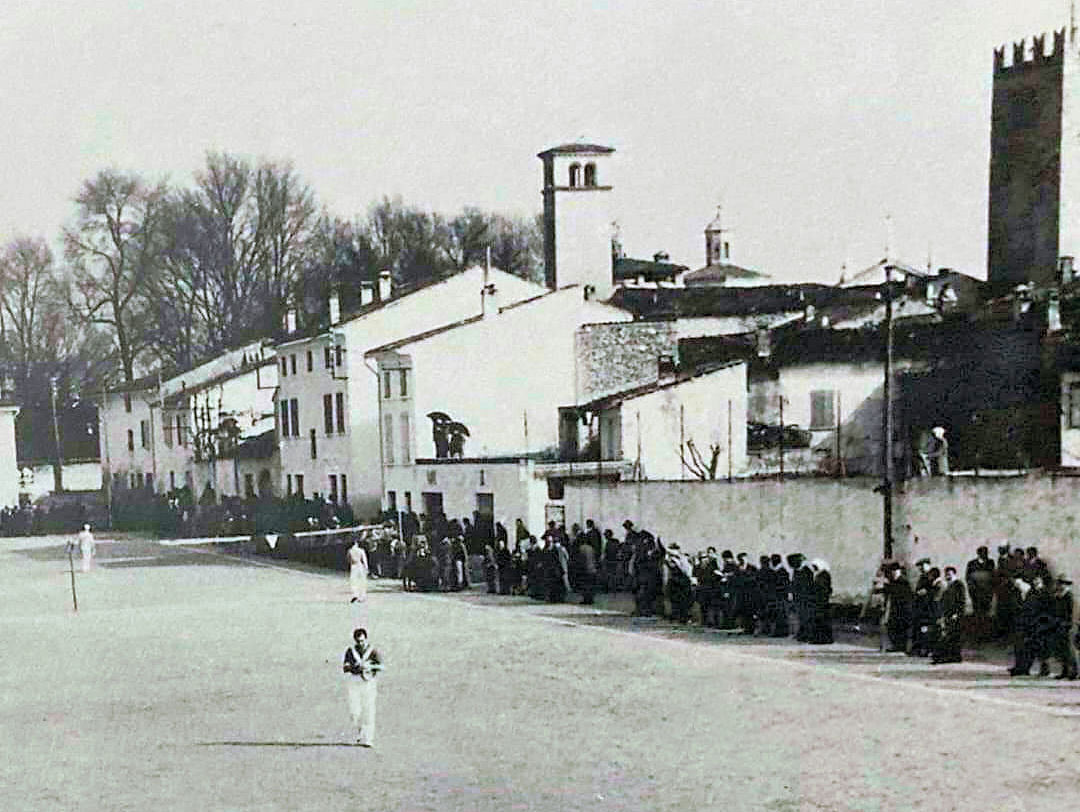
Sferisterio di Castel Goffredo, anni '40.

In Italia già si giocava nel XVI secolo, come descritto dallo scrittore Antonio Scaino, che definiva "paleta" e "scanno" l'attrezzo per colpire la palla; poi altri autori descrivono il gioco nel '600; infatti in giochi simili il rilancio della palla avveniva col bracciale, col cesto, a pugno nudo, a pugno fasciato, con una spatola di legno, con una racchetta o col tamburello.
Era praticato sin dai primordi tanto da aver dato il nome a uno dei borghi più trafficati di Torino, il Balon. Testimonianze scritte s'intrecciano con quelle tramandate oralmente, o certificate da disegni, canzoni, graffiti. Non si sa di che cosa fosse fatta la palla in epoca romana, ma certamente di qualcosa di soffice, se già le milizie di Giulio Cesare diretto in Gallia, dopo ore di marcia forzata, trovavano ancora la voglia e la forza per sfidarsi in piacevoli incontri nello squadrato campo militare dei Taurini. Nel "De bello gallico" Cesare precisa poi che trovò in Gallia (nei pressi dell'attuale Lione) campi dove le partite erano seguite con enorme passione "…progredimur trahit sua quemque voluptas" (abbandoniamo questi posti dove ognuno è impegnato nei propri giochi).
In età medioevale, quando Torino entrò nelle mire dei Savoia, decisi a farne capitale del loro ducato, nella piazza antistante al Duomo c'era un'ampia area dedicata a questo divertimento. Veniva chiamato “campo della Prevostura” essendo accanto alla casa del “prevosto”. L'episodio è ricordato con simpatia dallo storico Luigi Cibrario, ministro presso i Savoia nel 1800, statista ed economista. Racconta nella sua 'Storia di Torino' (1846): “Gli incontri erano appassionanti, e seguiti da folto pubblico, pur se a volte turbati da improvvisi acquazzoni. Li seguiva con vivo interesse il Conte Rosso (Amedeo VII) accompagnato dal suo bel cugino Amedeo, principe d'Acaja. Per evitare le inclemenze del tempo nell'ottobre del 1385 venne costruita una tettoia, buona per la pioggia e per il sole.” È assai probabile che questo fu il primo campo con tutti i crismi delle regole sportive.
La palla allora era di cuoio. Non si sa bene se tutta di cuoio, o solo rivestita, alla moda dei fiorentini che ne riempivano la cavità con capelli di donna, considerati “più adatti al rimbalzo”. Le racchette avevano cordicelle intrecciate, le spatole “spaule” erano di legno pieno, lunghe un palmo e mezzo e larghe uno. Questo campo, chiamato “trincotto” dal francese “trinquet” (ritrovo festoso) e “tripot” (gioco di pallacorda, o pallamaglio), divenne ben presto luogo di scommesse. Da libero accesso, passò alla gestione di una giunonica “Madama Catterina Maraviglia” chiamata “la Veneziana”. Esperta d'affari allontanò la “maraglia” ossia i poveracci perditempo, corredò lo spazio riservato al pubblico con comode poltrone e baldacchini parasole, e in poco tempo il “gioco” venne frequentato da gentiluomini, aristocratici, e ufficiali. Nel centro venne anche riservato un tronetto per Emanuele Filiberto, che divenne frequentatore appassionato e puntatore accanito (Pietro Baricco senior - Torino Descritta - 1860)
Nel 2012, in Francia, si è svolto il primo campionato mondiale di tamburello maschile e femminile.
Nei giorni 6-7-8 dicembre 2013 nel palazzetto dello sport di Castel Goffredo (in provincia di Mantova) si è svolto il primo campionato mondiale di tamburello a 3 maschile e femminile indoor.

### Da Torino a Versailles (o viceversa)
La storia non è chiara se da Torino il gioco si sparse in Monferrato, oppure se dal Monferrato, o dalla Francia, questa passione conquistò Torino. È però certo che nel 1650 Luigi XIV e il cardinale Mazzarino assistevano a Versailles alle partite di pallone a pugno. Ed è in questo periodo che sorsero varianti dovute ai rapporti commerciali esistenti tra Piemonte, Francia e Spagna. A Torino un secondo campo fu impiantato nel luogo in cui oggi si stagliano i Giardini Reali, di fronte all'attuale Mole Antonelliana. Si avvaleva dell'appoggio del muro fortificato, e i giocatori respingevano la palla con un bracciale, interamente in legno, scolpito a punte diamantate. L'attrezzo aveva il pregio di proteggere la mano. Così scese in campo la nobiltà alloggiata nel vicino Palazzo Reale. Lassù, sugli spalti, le donzelle sabaude incitavano e ammiravano i loro cavalieri, mentre i notabili dilapidavano il patrimonio di famiglia con puntate astronomiche. Ne riferisce testimonianza Cordero di Pamparato “l'entusiasmo era una specie di febbre che coinvolgeva principi e popolani”. L'ambiente risentiva delle giostre e dei tornei, di conseguenza svolazzavano bandiere e gonfaloni. In men che non si dica le partite a muro vennero giocate ovunque gli abitati erano protetti da bastioni.

### Tifo
Il tifo sportivo era scatenato specialmente tra le squadre dei borghi, o dei paesi della collina. Le sfide erano annunciate da “sonetti” ricchi di sottintesi, “sfottò” che venivano recapitati agli interessati da vivaci staffette folcloristiche, precedute da trombettieri e sbandieratori. In epoca napoleonica Paolina Bonaparte decise di bonificare il Balon e il gioco traslocò verso il Duomo, non lontano dalle turrite Porte Palatine, mentre altro campo veniva allestito nei pressi della Cittadella, nell'area oggi occupata dalla chiesa di Santa Barbara (via Bertola angolo via Assarotti). Sul muro dei bastioni erano segnati i metri di battuta, e ai lati corti furono issate gradinate con tre ordini di posti. Intanto aumentavano sempre più gli appassionati del tamburello. Vi erano tre sferisteri, uno a Vanchiglia, un secondo in borgo Giulimosso (isolato san Publio, ossia via Saluzzo e via Michelangelo) e un terzo oltre la chiesa della Crocetta, allora in aperta campagna. Tutti vennero abbandonati quando questo sport finì nella Piazza d'Armi antica, tra corso Vinzaglio via Montevecchio e corso Peschiera. Nel 1894 fu poi costruito lo sferisterio Edmondo De Amicis di via Napione 34: dedicato al celebre scrittore, autore del libro “Gli azzurri e i rossi”. I tifosi proposero di chiamarlo “EDA”: iniziali dello scrittore; operò sino al 1967 per pallone elastico e tamburello.

## Descrizione

### Regolamento

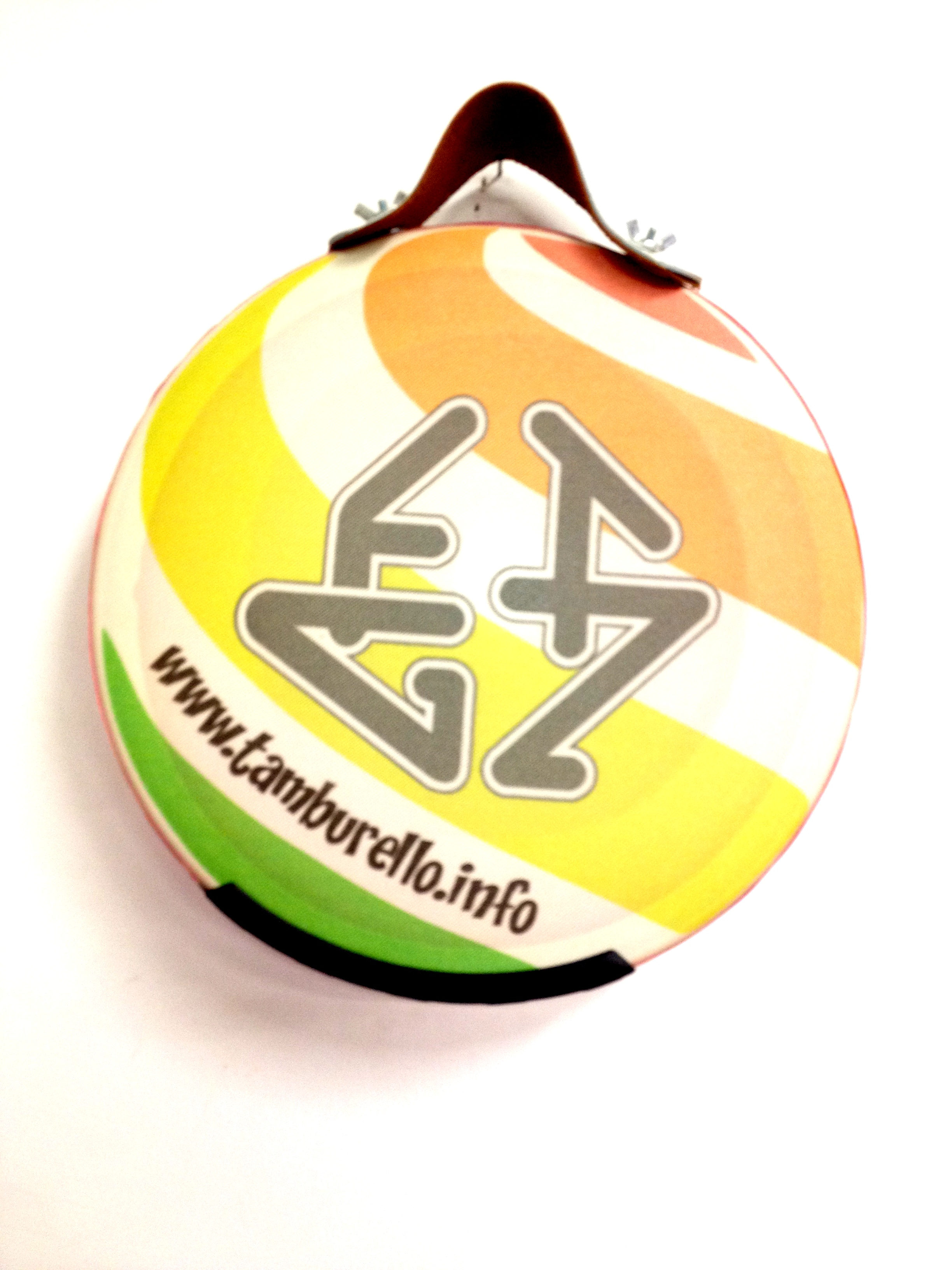
Tamburello a forma circolare in materiale sintetico

Il campo di gioco, denominato Sferisterio, è solitamente costituito da terra rossa, a forma rettangolare, è lungo 80 m e largo 20 m, quindi con un'area di gioco complessiva di 1 600 m2, anche se esistono notevoli differenze nelle misure relativamente alle categorie. Il campo è delimitato da linee bianche ad alto contrasto, costituite da materiali come polvere di gesso oppure plastica; è diviso per metà da una linea detta cordino, che divide le due metà del campo. A 40 m da questa, in ambedue le direzioni, vi è una linea di fondocampo. A 5 m da essa, verso il centro del campo è situata la linea di battuta, dietro la quale deve stare il battitore nel lanciare la palla, che deve essere battuta al volo. A 3 m dalla linea di centrocampo, in ambedue le metà campo, è presente una linea in cui la palla non può essere colpita al volo; colpire la palla al volo nella parte di campo tra questa linea e quella di centrocampo comporterà l'assegnazione del punto alla squadra avversaria.
Normalmente le squadre sono composte da 5 giocatori contemporaneamente in campo e 4 in panchina per un totale di 9 atleti a disposizione; i ruoli, a partire dai più arretrati ai più avanzati sono: battitore, rimettitore o spalla, centrocampista o cavalletto o mezzovolo e terzino o mezzantino: i terzini sono due. Il punteggio si calcola in giochi e un gioco ha la seguente successione: 0-15-30-40-vittoria quindi chi vince 4 scambi o palleggi. La partita consiste in 13 giochi. Negli ultimi anni si è adottato un punteggio più simile a quello utilizzato nel tennis: la partita è suddivisa in 2 set da 6 giochi cadauno, in caso di parità si gioca un tie-break in cui il punteggio non segue più la suddivisione dei 15, bensì 1-2-3, ecc. A ogni punto si inverte la battuta e ogni 6 punti le due squadre cambiano campo. Vince la prima squadra a ottenere 8 punti con almeno 2 punti di vantaggio; se ciò non avviene si gioca a oltranza finché una delle due squadre non otterrà un vantaggio minimo di due punti sull'avversaria.
Per segnare un punto è necessario far rimbalzare la palla almeno due volte nella metà campo avversaria:  solo il primo rimbalzo deve necessariamente essere all'interno del campo. In caso una squadra non fosse in grado di lanciare la palla nell'altra metà campo, il punto verrebbe assegnato alla squadra avversaria. In caso un giocatore entrasse nella metà campo avversaria verrebbe ritenuta invasione, l'arbitro fermerebbe il gioco e assegnerebbe il punto alla squadra che ha subito l'invasione. È comunque permesso ai giocatori di uscire dalla zona di campo delimitata dalle linee.
Non è permesso alcun genere di "passaggio" di palla tra colleghi di squadra; essa deve essere infatti colpita per massimo una volta a ogni ribattuta, da un solo componente di una squadra alla volta. Prima d'iniziare una partita è necessario "sorteggiare la palla", ossia assegnare la prima azione di gioco, di solito lanciando una moneta. Il direttore di gara richiama i due capitani, che dovranno scegliere testa oppure croce. Il vincitore dell'estrazione dovrà decidere se prediligere la scelta del campo o della battuta, cioè decidere se la propria squadra sarà la prima a battere. Compiuta la scelta, essa passerà all'altro capitano.

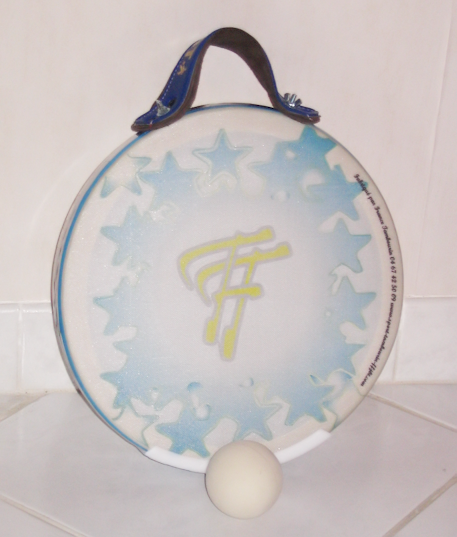
tamburello con palla

Le due squadre si alternano alla battuta con frequenza di un gioco. Ogni 3 giochi oppure ogni 2, se si gioca una partita divisa in set (periodo detto trampolino), le squadre cambiano campo; il giudice definito "segnapunti" deve stare seduto.
La palla è in gomma semipiena, ha diametro di 6 cm e peso di 88 g a media pressione, per le categorie che partono dagli allievi, mentre nelle categorie maggiori viene utilizzata una palla depressurizzata più grande con diametro di 8 cm. circa chiamata palloncino: può essere colpita esclusivamente con il tamburello a forma circolare e con la parte del braccio che lo impugna, fino all'avambraccio; il tamburello ovale o tamburina o mandola si usa solo per il servizio di battuta e si può utilizzare per colpire la palla "di rimessa" solo per una volta.
Prima il tamburello era costituito da un cerchio di legno con 28 o 26 cm di diametro sul quale era tesa una pelle d'animale, normalmente d'asino o di maiale, conciata in modo speciale ma attualmente si usano diversi materiali, tra i quali plastica e lega gommata nonché la tela per il piatto dell'attrezzo. La tela è tirata in maniera diversa a seconda del ruolo e delle esigenze di ogni giocatore. Inizialmente l'arnese che colpiva la palla era interamente di legno, quindi nel Cinquecento il gioco del tamburello era chiamato palla a scanno. Odiernamente, in caso di rottura della tela del tamburello durante il gioco, il cambio dello strumento è permesso.
Ogni allenatore deve avere due cartellini da poter mostrare all'arbitro: quello di colore blu per richiedere il cambio dell'atleta titolare con una riserva e quello verde per richiedere il minuto di pausa (3 minuti disponibili per squadra). Le partite non hanno un limite di tempo e possono quindi arrivare a durare anche diverse ore.

### Il gioco a muro
Il Monferrato, la Valle d'Aosta, la Lombardia, il Veneto e il Centro Italia sono ricchi di castelli e per questo motivo , spiega ancora Cordero di Pamparato, il gioco divenne in questi luoghi simpatica occasione di rivalità campanilistica. Il campo di gioco era sempre delimitato da un lato dai bastioni dei castelli. Le cronache raccontano incontri strepitosi tra Alba e Asti, tra Vicenza e Verona, tra Padova e Monselice, tra Mantova e Cremona per non parlare dell'area toscana dove le rivalità tra Prato, Pistoia, Empoli, Arezzo, Firenze e Siena si riversavano sul gioco della palla tanto quanto avveniva alle giostre dei cavalli. A Torino tanta era la passione sportiva che nella prima metà del Seicento venne costruito un altro campo nell'Isolato di San Pietro, praticamente dove oggi sorge il Teatro Carignano: affinché la palla fosse più visibile, il muro di appoggio venne colorato in rosso, per questo fu chiamato trincotto rosso.

## Varietà di gioco
Il tamburello a 3 ossia tamburello praticato prevalentemente in ambiente chiuso, come un palazzo dello sport o una palestra scolastica, si pratica su un campo ridotto e ogni squadra dispone di massimo 8 giocatori dei quali 3 contemporaneamente in campo. La palla in questo caso non può essere di gomma, perché troppo veloce, e dunque si usa la palla tipo da tennis depressurizzata. Si tratta della specialità del tamburello più diffuso fra le nazioni del mondo, almeno 20.
Il tambeach è praticato su sabbia quindi ovviamente si colpisce la palla sempre a volo. Su un campo 24x12 metri diviso a metà da rete alta 2,15 m. Si gioca 2 contro 2 e 1 contro 1.
Il tamburello a muro evidenzia la caratteristica comune del tamburello e altri sport sferistici che è il muro d'appoggio: è disciplina agonistica di squadra molto affascinante perché unisce alla tecnica del tamburello classico l'incognita del rimbalzo sul muro d'appoggio. Il muro è alto diversi metri.
Il tambumuro è una specialità individuale: gli antagonisti in campo sono due.
Il tambutennis si pratica in doppio su un campo diviso da una rete simile a quella di tennis.
La palloncina è disciplina agonistica di squadra e le partite si disputano in due frazioni di gioco: la prima si svolge con regolamento di tamburello classico e la seconda con quello di tamburello a muro.
La pelota italiana si pratica in doppio su un campo con muro d'appoggio.